# Gare de Montaut - Bétharram
Gare de Montaut - Bétharram vasútállomás Franciaországban, Montaut településen.

## Vasútvonalak
Az állomást az alábbi vasútvonalak érintik:
- Toulouse–Bayonne-vasútvonal

## Kapcsolódó állomások
A vasútállomáshoz az alábbi állomások vannak a legközelebb:
- Gare de Coarraze - Nay
- Gare de Saint-Pé-de-Bigorre